# 리틀블랙

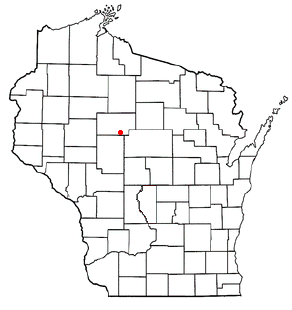

리틀블랙(Little Black)은 미국 위스콘신주 테일러군에 위치한 도시이다. 2000년 미국 인구 조사에 따르면 이 도시의 총 인구 수는 1,148명에 달한다. 미국 인구조사국에 따르면 이 지역의 총 면적은 90.7 km2이며 그 중 0.03%가 물이다.
테일러군이 1875년 형성되었을 때 리틀블랙은 오늘날의 위치에서 남북쪽으로 6마일 떨어진 곳에 위치하였으나 군의 총 너비가 확장되면서 Taft부터 Deer Creek에 이르는 오늘날의 타운들이 포함되게 되었다.